# Catedral de São Sava

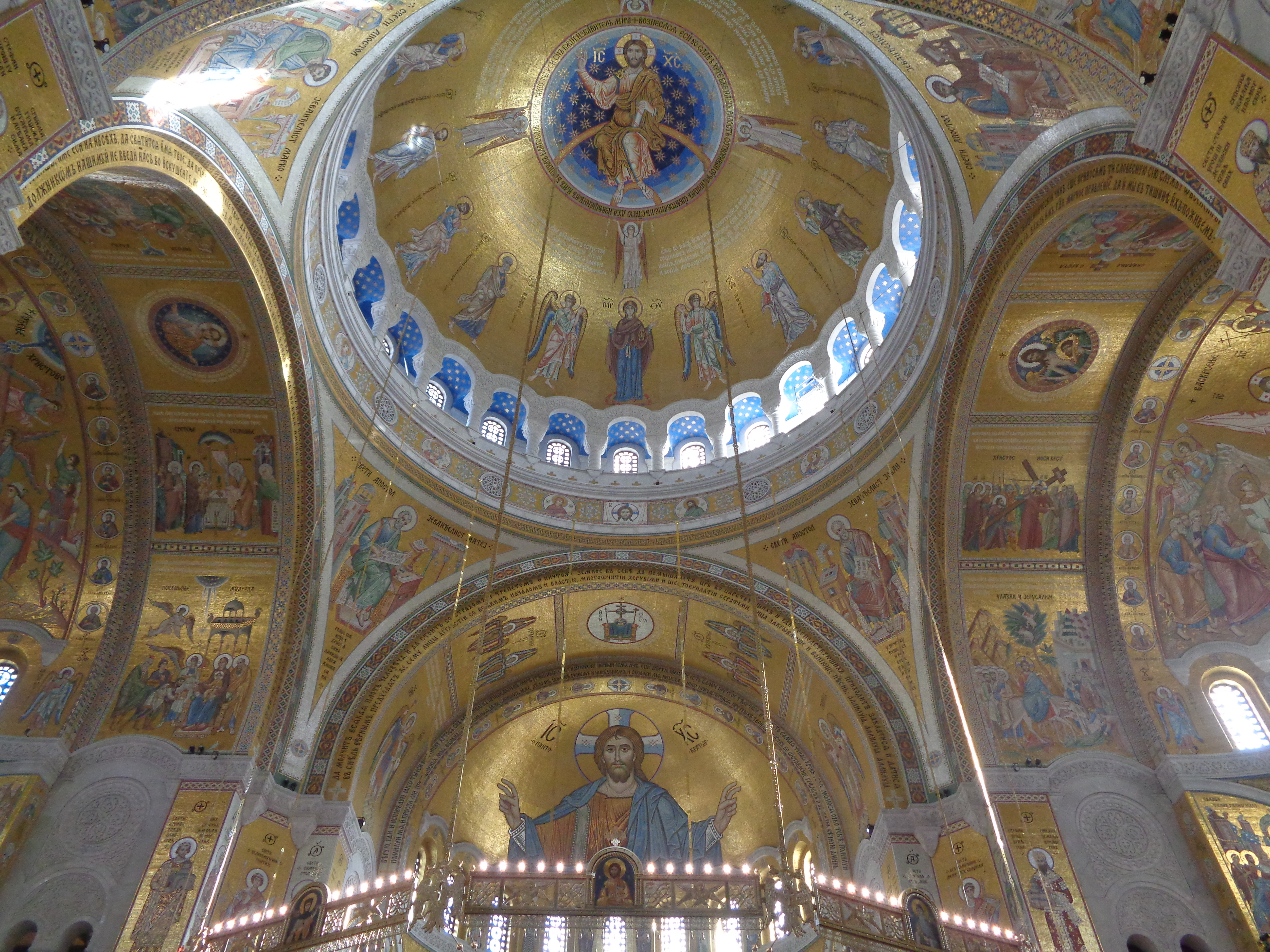
Interior

A Catedral ou Templo de São Sava (em sérvio: Храм светог Саве; romaniz.: Hram svetog Save) é o maior templo ortodoxo na Europa e uma das 10 maiores igrejas do mundo. Localizado em Belgrado, capital da Sérvia, foi batizado em homenagem a São Sava, fundador da Igreja Ortodoxa Sérvia e importante figura da era medieval dos Balcãs. Foi erguido sobre o local onde supostamente foram cremados os restos mortais de São Sava, daí a importância religiosa do templo. Sua denominação oficial em sérvio é hram (templo) e não catedral, pois a sede Patriarcado de Belgrado é a Catedral de São Miguel. É também onde se ergue o túmulo do príncipe Lázaro da Sérvia.

## História
Cerca de trezentos anos após a incineração dos ossos de São Sava, em 1895, foi fundada uma sociedade para levar a cabo a construção de uma catedral no local. Uma pequena igreja foi construída, primeiramente, no local onde hoje se ergue o imponente templo. Em 1905, foi inaugurado um concurso para definir o melhor projeto para a igreja, mas todas as cinco propostas foram rejeitadas. Durante as Primeira Guerra Balcânica, em 1912, e a Primeira Guerra Mundial (1914-1916), os planos estiveram paralisados. Somente em 1919, a sociedade seria re-organizada em recomeçaria a busca pelo projeto da igreja. Com 22 novas propostas feitas em 1926,   a sociedade finalmente se decidiu pelo "melhor" e foi escolhido o projeto de Aleksandar Deroko (que havia ficado em segundo lugar no concurso).
A construção teve início em 10 de maio de 1935, 340 anos após a incineração dos ossos de São Sava. A pedra fundamental foi lançada pelo bispo Gavrilo Dožić-Medenica (futuro patriarca da Igreja Sérvia). O projeto foi assinado pelos arquitetos Aleksandar Deroko e Bogdan Nestorović, em conjunto com o engenheiro Vojislav Zađina. A primeira fase da construção durou até à Invasão da Iugoslávia pelas Potências do Eixo, em 1941. Durante este tempo, as tropas do Eixo utilizaram a construção inacabada como estacionamento, o mesmo que fizeram os partisans iugoslavos e o Exército Vermelho no pós-guerra. Depois, o local passou a ser utilizado como depósito de várias companhias da região.
Em 1958, o Patriarca Germán retomou a ideia de construir o templo e após 88 tentativas e várias recusas, em 1984, a obteve apoio para investir na construção. Foi então escolhido o arquiteto Branko Pešić para concluir a obra. Pešić refez inteiramente o projeto original para aplicar novas tecnologias e melhor material. A reconstrução começou em 12 de agosto de 1985 e foi parcialmente concluída em 2009, com a instalação dos sinos e algumas janelas. Atualmente, o Templo de São Sava é considerado um dos símbolos nacionais da Sérvia, juntamente com a bandeira e o brasão nacionais.